# GESTRA AG
GESTRA AG — производитель и разработчик трубопроводной арматуры, специального оборудования и систем контроля для пароконденсатных систем.
Штаб-квартира в городе Бремен, Германия.

## История компании

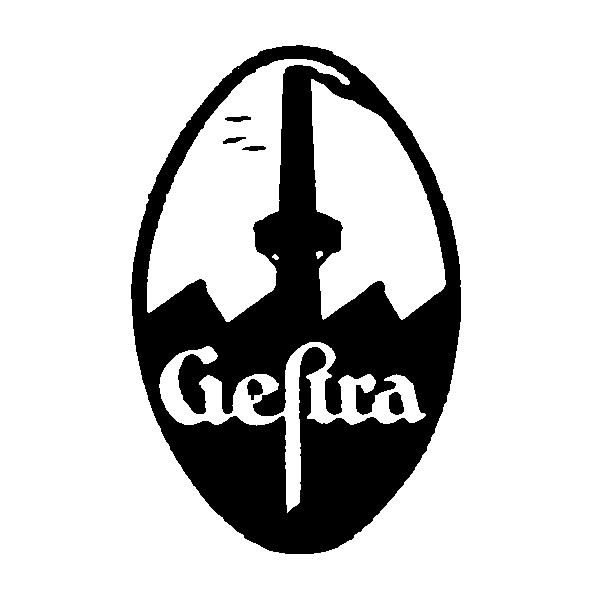
Логотип

- 1902 год — образование компании в Бремене
- 1907 год — переименование в Gustav F. Gerdts KG
- 1951 год — основание производственных площадок TECHNOVA
- 1962 год — переименование в Gustav F. Gerdts GmbH & Co. KG
- 1968 год — основание совместного акционерного общества GESTRA KSB Vertriebsgesellschaft с производителем насосов KSB (нем.)
- 1976 год — основание GESTRA Inc. в США
- 1983 год — преобразование в GESTRA AG
- 1997 год — преобразование в GESTRA GmbH
- 1999 год — основание совместного предприятия GESTRA & INVENSYS plc с компанией Invensys
- 2004 год — преобразование в GESTRA AG

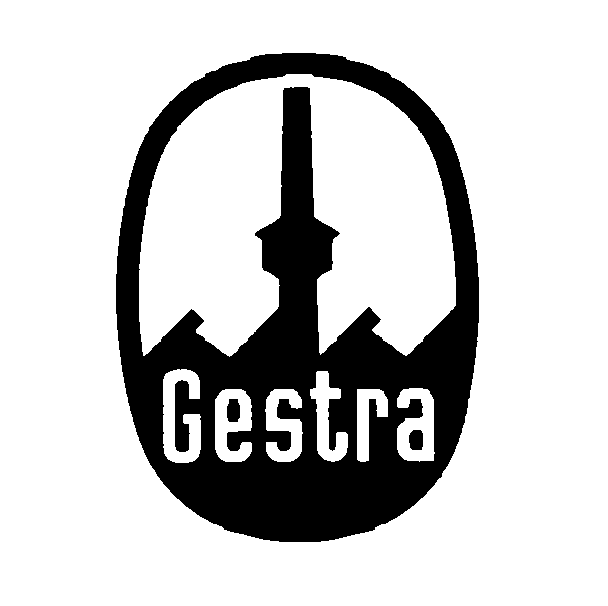
Логотип

В 1956 году открылось первое представительство фирмы за пределами Германии — во Франции, а в 1961 году — в Англии, Италии, Испании и Бразилии.
В 1988—2002 годах происходили слияния с профильными по производству основной продукции компаниями:
- 1988 год — слияние с SIEBE PLC
- 1994 год — слияние с UNIVAM GmbH
- 1995 год — слияние с P&W Ventil- und Regler-Service GmbH
- 2002 год — слияние с Flowserve[англ.]
- 2017 год — слияние со SPIRAX SARCO[1]

## Современное положение
Компания позиционирует в качестве одной из своих основных задач оптимизацию работы пароконденсатной системы заказчика. Данная задача была поставлена перед компанией ещё с момента её основания в 1902 году, когда проблема энергосбережения не стояла так остро, как сегодня.

### Продукция и услуги компании
В настоящее время компания специализируется на выпуске следующего оборудования, продуктов и услуг:
- Оборудование:
  - конденсатоотводчики различных типов;
  - средства визуального контроля работы конденсатоотводчиков;
  - средства автоматического контроля работы конденсатоотводчиков;
  - портативные тестеры и специализированное программное обеспечение для контроля работы конденсатоотводчиков
  - межфланцевые обратные клапана различных типов
  - регуляторы температуры прямого действия
  - регулирующие клапаны на большие перепады давления
  - межфланцевые сетчатые фильтры
  - запорные клапаны с сильфонным уплотнением
  - системы сбора/возврата конденсата различной конструкции
  - механические конденсатные насосы
  - деаэраторы, сепараторы пара, сепараторы непрерывной продувки, расширители периодической продувки, отделители пара вторичного вскипания, кожухотрубные теплообменники
- Продукты:
  - средства автоматизации для паровых и водогрейных котлов
  - автоматические системы управления технологическими процессами для паровых и водогрейных котельных
  - средства автоматизации для судовых паровых котлов
- Услуги и комплексные производственные решения
  - разработка и внедрение комплексных инженерных решений для пароконденсатных систем
  - комплексный инжиниринг пароконденсатных систем
  - обследование пароконденсатных систем
  - энергосберегающие решения для пароконденсатных систем
  - оптимизация пароконденсатных систем заказчика
  - предоставление оборудования для испытания
  - обследование конденсатоотводчиков с помощью ультразвукового тестера VKP40Ex (взрывозащищенное исполнение) и оформление аналитического отчета о состоянии конденсатоотводчиков
  - шефмонтаж поставляемого оборудования
  - гарантийное и послегарантийное обслуживание поставляемого оборудования
  - комплексные решения по автоматизации паровых котлов и котлов-утилизаторов
  - решения по автоматическому контролю качества возвращаемого конденсата

### Основные конкуренты
По данным компании её основными конкурентами являются:
- По конденсатоотводчикам — MIYAWAKI, SPIRAX SARCO, Armstrong, ARI-Armaturen, TLV, ADCA, YARWAY, AYVAZ, MANKENBERG
- По межфланцевым обратным клапанам — RITAG, SOCLA, SPIRAX SARCO, VYC Industrial S.A., ADCA Valsteam Engineering